# Amphion (Naumann)
Amphion är en opera i en akt med musik av Johann Gottlieb Naumann och libretto av Gudmund Jöran Adlerbeth efter Antoine-Léonard Thomas Amphion. Koreografin till baletten gjordes av Louis Gallodier.
Operan framfördes första gången på kung Gustav III födelsedag, 26 januari 1778 på Stora Bollhuset i Stockholm. I samband med uppförandet, framfördes även en prolog som Naumann hade skrivit musiken till. De framfördes totalt 20 gånger mellan 1778 och 1779.

## Roller

### Prologen
| Roller                   | Stämma | Premiärbesättning 26 januari 1778 (Dirigent: Johann Gottlieb Naumann ) |
| ------------------------ | ------ | --- |
| Bore                     |        | Christopher Christian Karsten |
| Sällheten                |        | Lovisa Augusti |
| Nordanvädren (kör)       |        | Gemell, Ekenberg, Bonne, Fagerberg, Stenia, Björkman, Nystedt, Wesberg, Verring, Schederman, Sundberg, Löfmark, Schultz, Edberg, Björklund och Hjortsberg. |
| Nordanvädren (balett)    | -      | Wibbling, Didelot, Berner, Öberg, Schubart, Pantaleon, Bergström och Levin. |
| Lekar och Nöjen (kör)    |        | Ingman den äldre, Lindblom, Smedberg den äldre, Svennerberg, Ingman den yngre, Pilgren, Levin, Lindström, Smedberg den yngre, Ekström, Wickbom, Segerström, Ebbe, Grönström, Fröberg, Bonne, Kjellström, Gråberg, Sundberg, Westerberg, Lindblom, Norlin, Rosenlund, Åkerman och Alstedt. |
| Lekar och Nöjen (balett) | -      | Didelot den yngre, Sagnier, Wacklin, von Melen, Lundblad, Frederic, M. E. Bergsten, Granberg, Sabina Schubart och Fredrica Bergsten. |
| Våren (balettsolist)     | -      | Du Tillet |
| Sommaren (balettsolist)  | -      | Elisabeth Soligny |
| Hösten (balettsolist)    | -      | Voigt |

### Amphion
| Roller                              | Stämma | Premiärbesättning 26 januari 1778 (Dirigent: Johann Gottlieb Naumann ) |
| ----------------------------------- | ------ | --- |
| Amphion                             |        | Carl Stenborg |
| Antiope                             |        | Elisabeth Olin |
| Hövdingen för de vilda              |        | Hans Björkman |
| Hövdingen för fångarna              |        | Anders Nordén |
| Vildar (kör)                        |        | Grönlund, Fagerberg, Bonne, Pilgren, Björkman, Nystedt, Werring, Sundberg, Nettman, Viström, Schultz, Björklund, Kryger och Edberg.                                              |
| Vildar (balett)                     | -      | Louis Gallodier (danssolist), Magdalena Lundblad (danssolist), Uttini, Wibbling, Berner, Öberg, Sabina Schubart, Wetterberg den äldre, Wetterberg den yngre, och Greta Schubart. |
| Fångar (kör)                        |        | Ekenberg, Lindblom, Ulrika Smedberg, EKström, Lindström, Brandt den äldre, Schederman, Löfmark, Fröberg, Sundberg, Wirgman och Hjortsberg.                                       |
| Fångar (balett)                     | -      | Österlund, Lundblad, Bjurman, Gustaf Bergström och Hedman. |
| Greker i Amphions sällskap (kör)    |        | Ingman den äldre, M. Smedberg, Gemell Svennerberg, Stenia, Ingman den yngre, Sylveester, Levin, Wickbom, Ebbe, Torsk, Grönström, Bonne, Kjellström, Gråberg och Westerberg.      |
| Greker i Amphions sällskap (balett) | -      | Charles Uttini, Åkerberg, Wacklin, von Melen, Slottberg, Hagman och Granberg. |
| Herdar och herdinnor (balett)       | -      | Louis Gallodier (danssolist), Elisabeth Soligny (danssolist), Du Tillet (danssolist), Voigt (danssolist), Sagnier, Salbeck, Hedman, Bjurman, Bergsten och Schubart.              |